# Trimetazidin
A trimetazidin (INN: trimetazidine)   angina pectoris kezelésére alkalmazott gyógyszer.  A trimetazidin  anti-ischemiás (anti-anginás) szer, amely javítja a  miokardiális glukóz hasznosulást a zsírsavanyagcsere gátlásán keresztül.
Mivel a trimetazidin megtartja  a  hypoxiás vagy  ischemiás sejtekben az energia anyagcserét, megelőzi az  intracelluláris ATP szint csökkenését és ezzel biztosítja az ionpumpák megfelelő működését és a   transzmembrán nátrium-kálium áramlást valamint fenntartja a sejt  homeosztázisát.

## Készítmények
- Adexor (Egis)
- Adexor MR (Egis)
- Preductal (Servier)
- Preductal MR (Servier)
- Тридуктан МВ (ФАРМА СТАРТ)

## Külső hivatkozások
- Honlap